# Klára
Ženské jméno Klára pochází z latinského slova clarus, „jasný“, „světlý“. Vykládá se také jako světlo.

## Statistické údaje
Následující tabulka uvádí četnost jména v Česku a pořadí mezi ženskými jmény ve srovnání dvou roků, pro které jsou dostupné údaje MV ČR – lze z ní tedy vysledovat trend v užívání tohoto jména:
| Rok       | Četnost     | Pořadí   |
| 1999      | 23 185      | 60.      |
| 2002      | 24 439      | 57.      |
| Porovnání | o 1254 více | o 3 lépe |

Změna procentního zastoupení tohoto jména mezi žijícími ženami v ČR (tj. procentní změna se započítáním celkového úbytku žen v ČR za sledované tři roky) je +6,3 %, což svědčí o poměrně strmém nárůstu obliby tohoto jména.
V lednu 2006 se podle údajů ČSÚ jednalo o 15. nejčastější ženské jméno mezi novorozenci.

## Domácké podoby
Mezi domácké podoby jména patří například Klárka, Klárinka, Kláruška, Klaruše, Kája či Lara.

## Jméno Klára v jiných jazycích
- Anglicky: Claire, Clare
- Italsky: Chiara, Kiara
- Španělsky: Clara
- Francouzsky: Claire
- Rusky: Клара (Klara)

## Data jmenin
- Český kalendář: 12. srpna
- Slovenský kalendář: 29. října
- Římskokatolický církevní kalendář: 11. srpna

## Významné osoby se jménem Klára

### světice
- Svatá Klára, patronka Assisi, klarisek, pradlen, pozlacovačů, výšivkářek, sklenářů a malířů skla; vzývána jako ochránkyně slepých a při horečkách

### ostatní
- Klára Cibulková – česká herečka
- Klára Doležalová – česká herečka a moderátorka
- Klára Dostálová – česká politička a ekonomka
- Klára Issová – česká herečka
- Klára Janečková – česká spisovatelka
- Klára Klose – česká sochařka a malířka
- Klára Kolouchová – česká horolezkyně
- Klára Koukalová – česká tenistka
- Klára Lidová – česká tanečnice a choreografka
- Klára Melíšková – česká herečka
- Klára Pollertová-Trojanová – česká herečka
- Klára Samková – právnička, občanská aktivistka
- Clara Schumannová – německá klavíristka a hudební skladatelka
- Klára Sedlo – česká malířka
- Klára Long Slámová – česká právnička
- Klára Vlasáková – česká spisovatelka